# Endemol Shine UK
Banijay UK é um dos maiores produtores independentes no país. O grupo do Reino Unido faz parte da Banijay, uma rede mundial de empresas líderes de produção que abrange 24 países.
Endemol incorpora uma série de marcas de produção, incluindo notáveis televisão, inicial, Zeppotron, e suas divisões digitais: Jogos da Endemol e da Endemol Digital Studio. As quatro marcas de produção de TV especializados em uma ampla gama de gêneros, incluindo entretenimento factual, reality show, séries de ficção, especialista factual, artes, eventos ao vivo, entretenimento, música, documentários, programas de juventude, e da comédia.
A empresa originada da venda Peter Bazalgette's de sua empresa de televisão a Guardian Media Group (GMG) em 1990. Em 1998, a Endemol adquiriu uma participação de 50% ea divisão foi nomeado GMG Endemol. Endemol comprou a empresa de imediato GMG em 2000.
Créditos incluem: Golden Balls, Restauração da Aldeia, 8 de 10 gatos, Deal or No Deal, Soccer Aid, O jogo, UK Music Hall of Fame, Somente Fools de Cavalos, Os Jogos, Ready Steady Cook, Gala TV e seu maior sucesso Big Brother. Digital créditos incluem: o ano sabático, Cell e Sinais de Vida.